# Смерть Бальзака (Мирбо)
«Смерть Бальзака» (фр. La Mort de Balzac) — эссе, представляющее собой последнюю часть эпизода из трёх глав романа-путешествия «La 628-E8», французского писателя Октава Мирбо. Эти главы «первого автомобильного романа» были посвящёны личной жизни французского писателя Оноре де Бальзака и его отношениям с его женой Эвелиной Ганской. В эссе «Смерть Бальзака» содержатся скандальные сведения о смерти великого романиста, умершего в 1850 году. В 1907 году под нажимом родственников вдовы Мирбо опубликовал роман без этого фрагмента.

## История
10 ноября 1907 года прозаик Октав Мирбо на страницах парижской газеты «Temps» пересказал свидетельство художника Жана Франсуа Жигу об обстоятельствах мучительной смерти Бальзака, умершего в августе 1850 года. В статье шла речь о том, что жена Бальзака графиня Эвелина Ганская, восемнадцать лет состоявшая с ним в переписке, по возвращении в 1850-м году с ним во Францию из России утратила к длительно болевшему знаменитому писателю всякие чувства и завела с Жигу любовную интригу. Бальзак и Ганская обвенчались в марте в Бердичеве, находившегося в то время в составе Российской империи. 21 мая 1850 года они прибыли в Париж и поселились в доме Бальзака на улице Фортюне, который он с любовью обставил, вложив в его обстановку большие средства. Считается, что возвращение во Францию далось писателю очень тяжело и тяготы путешествия усугубили развитие болезни.
Бальзак несколько месяцев боролся за жизнь, при этом строя большие творческие и личные планы. Он пытался узнать сколько ему осталось жить у своего врача Наккара: услышав, что он обречён якобы воскликнул: «Мне нужен Бьяншон… Бьяншон мог бы меня спасти!» (Je sais… Il me faudrait Bianchon… Il me faudrait Bianchon… Bianchon me sauverait, lui!). Исследователи склонны трактовать данные слова как свидетельство того, что находившейся в агонии писатель не отдавал отчёт в своих действиях, призывая на помощь вымышленного парижского доктора из своего цикла «Человеческая комедия». Однако другие свидетели не приводят этой фразы и указывают на то, что она получила распространение именно из пересказа Мирбо слов Жигу. 

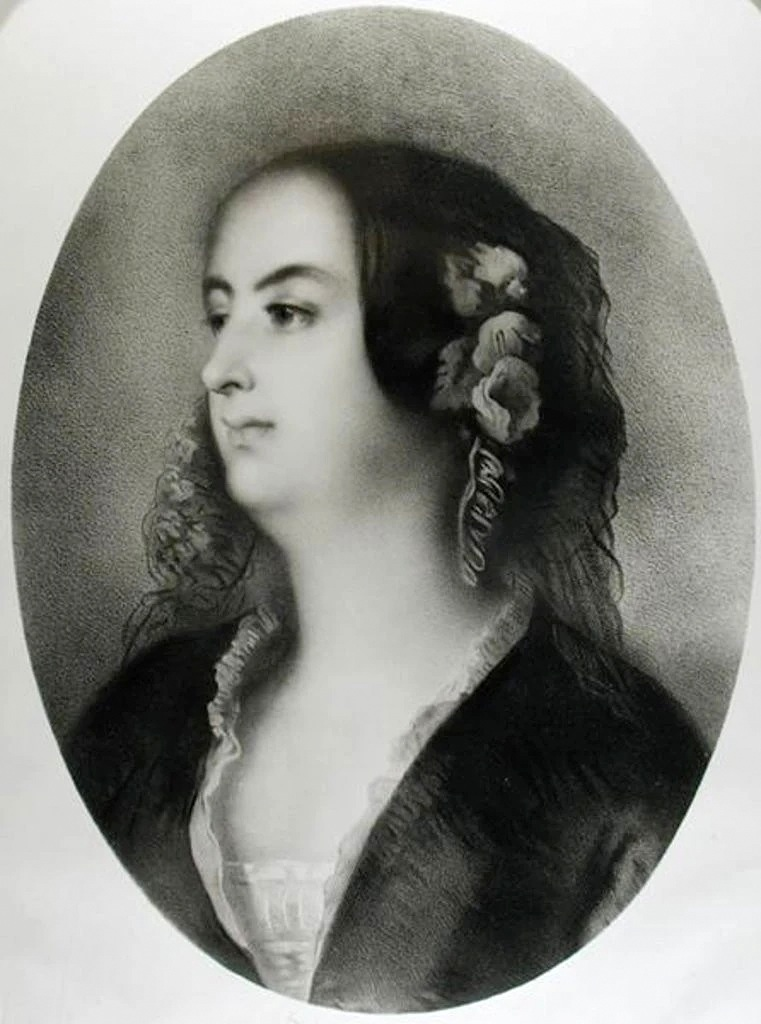
Жан Жигу. Портрет Эвелины Ганской

Если верить рассказу Мирбо, в ночь с 18 на 19 августа 1850 года, в то время, как муж мучительно умирал, Ганская была с любовником в спальне в своей части дома. Она ничего не хотела слушать об агонии мужа и сказала, чтобы её побеспокоили только в том случае, когда произойдёт смерть. Когда это произошло сиделка с трудом к ней смогла достучаться, чтобы сообщить о смерти романиста. По мнению Леонида Гроссмана, подтверждением истории о Жигу и Ганской является то, что Виктор Гюго при посещении умирающего Бальзака не застал рядом с ним его жены. Также литературовед приводит два факта, свидетельствующие против вдовы: совместную последующую жизнь Жигу и Ганской, а также то, что он написал её портрет, представленный в Парижском салоне 1852 года. После смерти Бальзака Ганская стала его наследницей, хотя могла отказаться от наследства, обременённого долгами, но предпочла уплатить их. Она осталась жить в доме на улице Фортюне, которая вскоре была переименована в улицу Бальзака. Вместе с ней там также жила её дочь от первого брака Анна Мнишек и её муж: их неумелое распоряжение финансами, в том числе значительными авторскими поступлениями от «Человеческой комедии», привело к разорению некогда богатого польского семейства.
11 ноября 1907 года Анна Мнишек выразила публичный протест против «ужасающей клеветы», содержащейся в статье Мирбо и его готовившимся к печати романе «La 628-E8». В частности, она заявила, что описанной сцены не могло произойти, так как она лично познакомила свою мать с Жигу и это произошло через целых два года после смерти Бальзака. Мирбо пошёл навстречу Мнишек: он исключил из готового тиража романы сцены, связанные с автором «Человеческой комедии» и не давал разрешение на их появление вплоть до своей смерти. Позицию Мнишек несколько позже поддержали племянница Ганской Катерина Радзивилл и известный бальзаковед Марсель Бутрон. С тех пор оценки поведения Ганской остаются предметом дискуссий. Шарль Леже поддержал недоброжелателей вдовы, и, по словам Гроссмана, обоснованно, признал «неудавшимися все попытки реабилитации Ганской». Литературовед Франсуа Тайяндье отмечал, что не все бальзаковеды признают достоверность приводимых Мирбо сведений и, вероятно, Ганская и Жигу познакомились через несколько месяцев после смерти писателя, во время создания последним портрета Анны Мнишек. Тайяндье также отметил, что не усматривает ничего предосудительного в поведении вдовы, которая, несмотря на неодобрение среди знакомых и в свете, после смерти мужа сначала сошлась с писателем Шанфлёри, а затем с Жигу. Высказывалось предположение, что эпизод из романа следует рассматривать как литературное произведение, содержащее некоторые действительно имевшие место факты. Предполагается, что в бальзаковском эпизоде романа видимо содержатся размышления Мирбо о собственном браке, а Ганская несёт черты других его героинь. Писатель Марк Алданов в «Повести о смерти» (1952—1953) отмечал, что в изложении Мирбо поведение Ганской и Жигу насыщено множеством подробностей, из которых «одна была отвратительнее другой». Разумеется, по словам Алданова, отличаться «вечной верностью» графиня не была обязана, но её «невыносимое горе» было преувеличено. Вместе с тем писатель сомневался в описанной в романе сцене между любовниками: «Рассказ Жигу так циничен и грязен, что поверить ему трудно; разумеется, и не заслуживает доверия человек, который так говорил об умершей женщине, бывшей много лет его собственной женой. Едва ли госпожа Бальзак изменяла мужу в его последние дни, и, не будучи извергом, она не могла изменять ему в минуты его агонии. К тому же она всегда боялась скандалов, а в обстановке, описанной Жигу, скандал на весь мир был бы неизбежен. О нём через месяц узнали бы и в Польше. Но что бы ни было причиной раздора, — главная роль всей жизни Бальзака, любимая роль огромного репертуара, роль страстно влюбленного в Ганскую человека, кончилась худо и бесславно».
Отдельное первое издание с тремя ранее отсутствующими главами («Avec Balzac», «La femme de Balzac», «La mort de Balzac») впервые увидело свет в 1918 году ограниченным тиражом в количестве 250 экземпляров. В 1989 году эти главы были изданы «Éditions du Lérot», а через десять лет издательством «Éditions du Félin».